# Phidippus morpheus
Phidippus morpheus là một loài nhện trong họ Salticidae.
Loài này thuộc chi Phidippus. Phidippus morpheus được Edwards miêu tả năm 2004.